# Neolamprologus caudopunctatus
Neolamprologus caudopunctatus är en fiskart som först beskrevs av Poll, 1978.  Neolamprologus caudopunctatus ingår i släktet Neolamprologus och familjen Cichlidae. IUCN kategoriserar arten globalt som livskraftig. Inga underarter finns listade i Catalogue of Life.